# Kevin Minda
Kevin Andrés Minda Ruales (n. Ibarra, Ecuador; 21 de noviembre de 1998) es un futbolista ecuatoriano. Juega de centrocampista y su equipo actual es Liga Deportiva Universitaria de la Serie A de Ecuador.

## Trayectoria
Inició su formación deportiva en las inferiores de Liga Deportiva Universitaria en el año 2012 debutando en la división de menores sub-14.
En 2014 el jugador jugó con la reserva alba. Estuvo en la sub-18 y luego la sub-19 y con la misma reserva, hasta que en 2017 formó parte del primer equipo pero no logró jugar ningún partido ese año y alternaba jugando en la reserva, en el año 2018 continuó en el primer equipo y fue presentado en la noche blanca frente al Deportes Tolima, en Casa Blanca, partido que terminó con victoria alba por 1-0.
El día 24 de noviembre de 2018, Pablo Repetto lo hace debutar en Serie A en la goleada de Liga Deportiva Universitaria frente a El Nacional por 4-0, en esa temporada pudo jugar cinco partidos. Ganó su primer título profesional en 2018 disputando la final ante el Emelec debido a que el club llegó a tener a tres defensas lesionados, jugó en Guayaquil la final de ida que terminó 1-1 y la revancha en la ciudad de Quito en la cual los albos se impondrían a los eléctricos por 1-0 gol de Anderson Julio en el estadio Rodrigo Paz Delgado.
Desde la temporada 2019 hasta 2024 militó en Universidad Católica, jugó en total 159 partidos y anotó 15 goles.
El 30 de diciembre de 2024 se anunció su retorno a Liga Deportiva Universitaria.

## Selección nacional

### Categorías inferiores

#### Participaciones en Sudamericanos
| Campeonato                     | Sede    | Resultado    | Partidos | Goles |
| ------------------------------ | ------- | ------------ | -------- | ----- |
| Sudamericano Sub-20 de 2017    | Ecuador | Subcampeón   | 8        | 0     |
| Juegos Panamericanos Lima 2019 | Perú    | Primera fase | 4        | 0     |

#### Participaciones en Copas del Mundo
| Campeonato                  | Sede          | Resultado        | Partidos | Goles |
| --------------------------- | ------------- | ---------------- | -------- | ----- |
| Copa Mundial Sub-17 de 2015 | Chile         | Cuartos de final | 3        | 0     |
| Copa Mundial Sub-20 de 2017 | Corea del Sur | Fase de grupos   | 1        | 0     |

## Estadísticas

### Clubes
Actualizado al último partido disputado el 17 de agosto de 2025.
| Club                                   | Div.          | Temporada     | Liga  | Liga  | Copas nacionales | Copas nacionales | Copas internacionales | Copas internacionales | Total | Total | Total  |
| Club                                   | Div.          | Temporada     | Part. | Goles | Part.            | Goles            | Part.                 | Goles                 | Part. | Goles | Asist. |
| -------------------------------------- | ------------- | ------------- | ----- | ----- | ---------------- | ---------------- | --------------------- | --------------------- | ----- | ----- | ------ |
| Liga Deportiva Universitaria · Ecuador | 1.ª           | 2014          | 0     | 0     | —                | —                | 0                     | 0                     | 0     | 0     | 0      |
| Liga Deportiva Universitaria · Ecuador | 1.ª           | 2015          | 0     | 0     | —                | —                | 0                     | 0                     | 0     | 0     | 0      |
| Liga Deportiva Universitaria · Ecuador | 1.ª           | 2016          | 0     | 0     | —                | —                | 0                     | 0                     | 0     | 0     | 0      |
| Liga Deportiva Universitaria · Ecuador | 1.ª           | 2017          | 0     | 0     | —                | —                | 0                     | 0                     | 0     | 0     | 0      |
| Liga Deportiva Universitaria · Ecuador | 1.ª           | 2018          | 5     | 0     | —                | —                | 0                     | 0                     | 5     | 0     | 0      |
| Liga Deportiva Universitaria · Ecuador | 1.ª           | 2019          | 4     | 1     | 2                | 1                | 0                     | 0                     | 6     | 2     | 0      |
| Universidad Católica · Ecuador         | 1.ª           | 2020          | 24    | 4     | —                | —                | 1                     | 0                     | 25    | 4     | 1      |
| Universidad Católica · Ecuador         | 1.ª           | 2021          | 22    | 2     | —                | —                | 4                     | 0                     | 26    | 2     | 0      |
| Universidad Católica · Ecuador         | 1.ª           | 2022          | 28    | 1     | 1                | 0                | 9                     | 1                     | 38    | 2     | 2      |
| Universidad Católica · Ecuador         | 1.ª           | 2023          | 27    | 3     | —                | —                | 2                     | 0                     | 29    | 3     | 1      |
| Universidad Católica · Ecuador         | 1.ª           | 2024          | 28    | 4     | 4                | 0                | 9                     | 0                     | 41    | 4     | 0      |
| Universidad Católica · Ecuador         | Total club    | Total club    | 129   | 14    | 5                | 0                | 25                    | 1                     | 159   | 15    | 4      |
| Liga Deportiva Universitaria · Ecuador | 1.ª           | 2025          | 17    | 0     | 1                | 0                | 6                     | 0                     | 24    | 0     | 1      |
| Liga Deportiva Universitaria · Ecuador | Total club    | Total club    | 26    | 1     | 3                | 1                | 6                     | 0                     | 35    | 2     | 1      |
| Total carrera                          | Total carrera | Total carrera | 155   | 15    | 8                | 1                | 31                    | 1                     | 194   | 17    | 5      |
| 1. 2.                                  |               |               |       |       |                  |                  |                       |                       |       |       |        |

## Palmarés

### Campeonatos nacionales
| Título               | Club                         | País    | Año  |
| -------------------- | ---------------------------- | ------- | ---- |
| Serie A de Ecuador   | Liga Deportiva Universitaria | Ecuador | 2018 |
| Copa Ecuador         | Liga Deportiva Universitaria | Ecuador | 2019 |
| Supercopa de Ecuador | Liga Deportiva Universitaria | Ecuador | 2025 |